# Günselsdorf
Günselsdorf osztrák mezőváros Alsó-Ausztria Badeni járásában. 2022 januárjában 1733 lakosa volt. 

## Elhelyezkedése

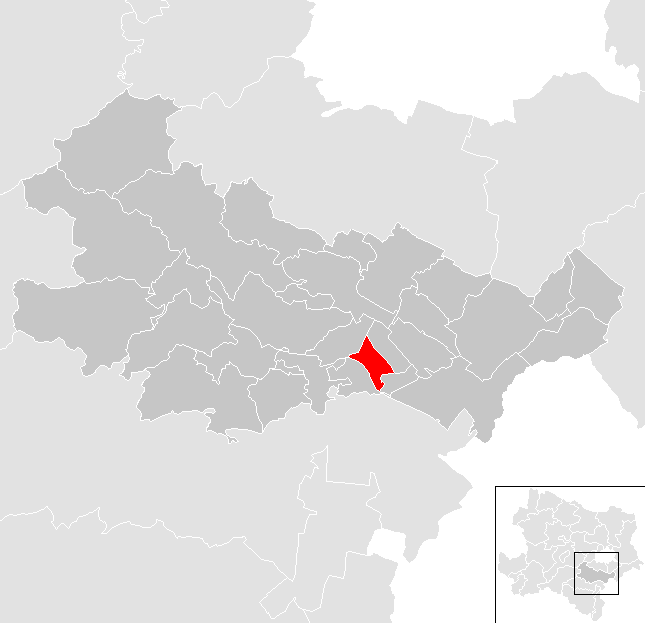
Günselsdorf a Badeni járásban

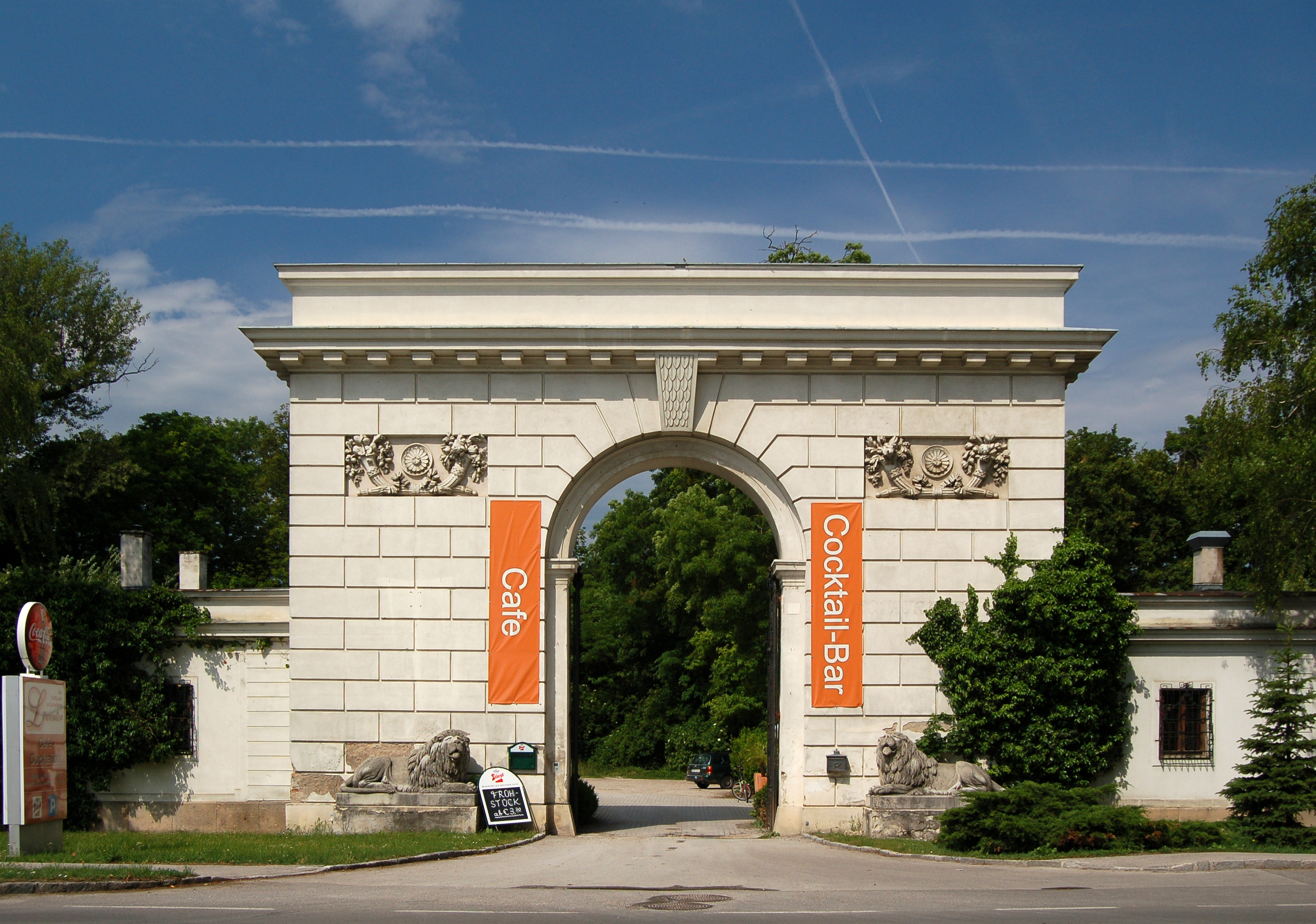
Az Oroszlánkapu

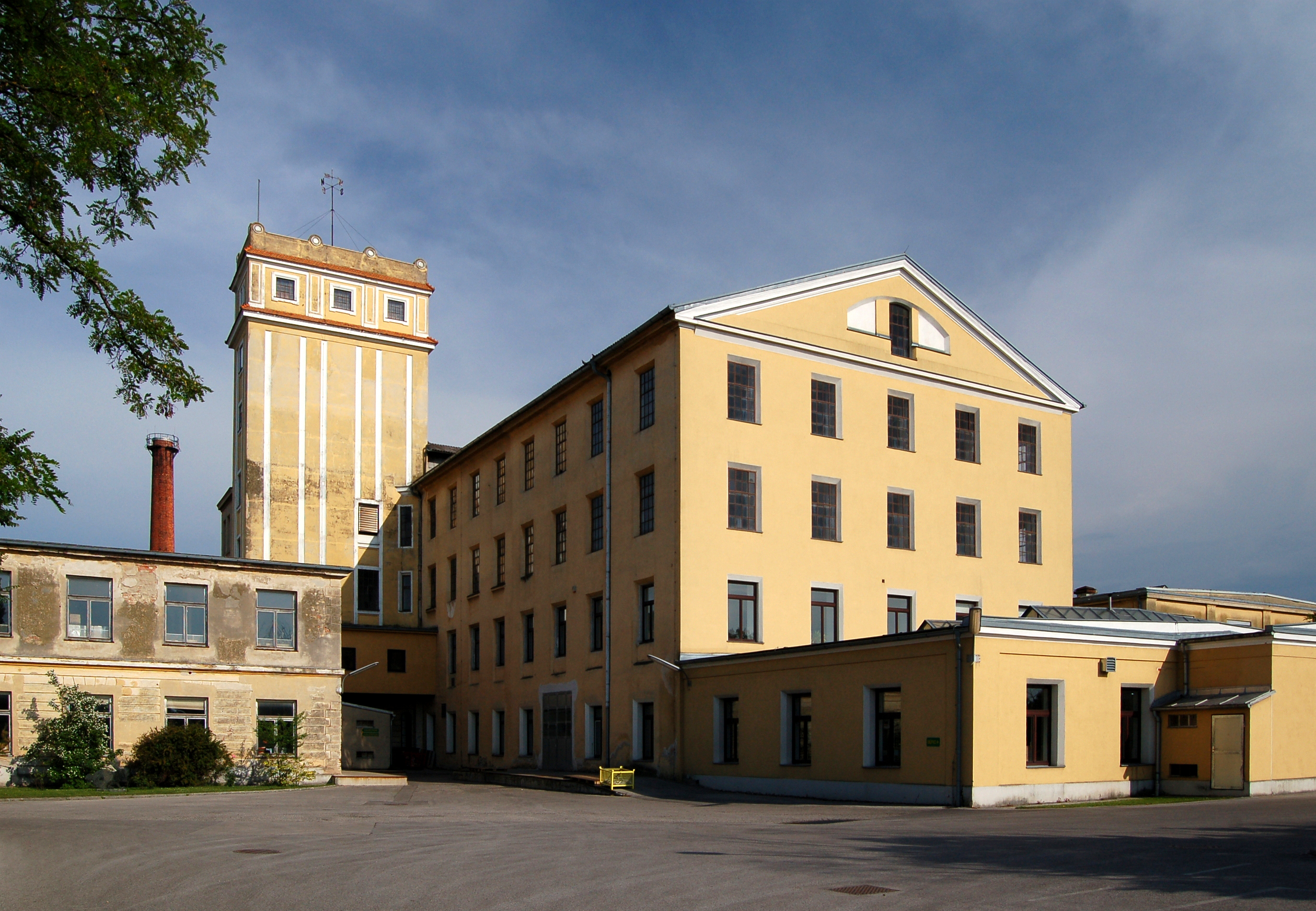
A volt fonóüzem

Günselsdorf a tartomány Industrieviertel régiójában fekszik, a Bécsi-medence nyugati peremén, a Triesting folyó mentén. Területének 5%-a erdő, 72,9% áll mezőgazdasági művelés alatt. Az önkormányzathoz egyetlen katasztrális község és egy település tartozik. 
A környező önkormányzatok: északkeletre Teesdorf, délkeletre Blumau-Neurißhof, délnyugatra Schönau an der Triesting, északnyugatra Kottingbrunn.

## Története
Günselsdorfot 1130-ban említik először a klosterneuburgi apátság birtokai között. A falut a Babenbergek alapították a 11-12. században. A 15. század végén Mátyás magyar király hadai, a 16-17. században pedig a Bécset ostromló törökök fosztották ki. 
1847-ben egy nagy fonóüzemet alapítottak Günselsdorfban. A következő évben a neves iparmágnás és politikus, Nikolaus Dumba unokatestvére, Theodor Dumba vásárolta meg. Az üzem több tulajdonváltás után végül 1965-ben zárt be.
1972-ben Günselsdorf a szomszédos Tattendorf, Teesdorf és Blumau-Neurißhof községekkel egyesülve megalapította Steinfelden nagyközséget, amely 1988-ban felbomlott és Günselsdorf ismét önállóvá vált.

## Lakosság
A günselsdorfi önkormányzat területén 2021 januárjában 1733 fő élt. A lakosságszám 2001-től csökkenésnek indult, de az utóbbi években stabilizálódni látszik. 2020-ban az ittlakók 86,5%-a volt osztrák állampolgár; a külföldiek közül 0,5% a régi (2004 előtti), 4,9% az új EU-tagállamokból érkezett. 7,2% az egykori Jugoszlávia (Szlovénia és Horvátország nélkül) vagy Törökország, 0,8% egyéb országok polgára volt. 2001-ben a lakosok 60,4%-a római katolikusnak, 7,5% evangélikusnak, 5,4% ortodoxnak, 2,9% mohamedánnak, 22,2% pedig felekezeten kívülinek vallotta magát. Ugyanekkor a legnagyobb nemzetiségi csoportokat a németek (84,8%) mellett a szerbek (4,7%), a horvátok (2,8%), a magyarok (2%) és a törökök (1,9%) alkották.
A népesség változása:

| 2016 | 1 744 |
| 2018 | 1 707 |

## Látnivalók
- a Szt. György-plébániatemplom
- az Oroszlánkapu, a schönaui kastély 1812-ben emelt régi kapuja

## Fordítás
- Ez a szócikk részben vagy egészben  a   Günselsdorf című német Wikipédia-szócikk ezen változatának fordításán alapul.  Az eredeti cikk szerkesztőit annak laptörténete sorolja fel. Ez a jelzés csupán a megfogalmazás eredetét és a szerzői jogokat jelzi, nem szolgál a cikkben szereplő információk forrásmegjelöléseként.